# Mezzetin (Watteau)
Pour le personnage de comédie, voir Mezzetin.
Mezzetin est un tableau peint par Antoine Watteau entre 1717 et 1719.
Autrefois propriété de Catherine II de Russie, cette œuvre fait aujourd’hui partie des collections du Metropolitan Museum of Art de New York.

## Description
Dans l’écrin de verdure d’un jardin, l’Arlequin de la commedia dell’arte, Mezzetin, assis sur un banc de pierre, les jambes croisées, joue de la guitare et chante en levant les yeux peut-être vers un balcon invisible sur le bâtiment à sa gauche. Derrière lui, une statue de marbre de Vénus lui tourne le dos.

## Contexte
Le personnage de comédie Mezzetin constitue une innovation, une variante d’Arlequin mise à la scène pour la première fois par l’acteur du  Théâtre italien de Paris Angelo Costantini dans l’Arlequin Protée de Fatouville, le 16 octobre 1683. Le visage expressif de Costantini lui permettant d’interpréter le rôle sans masque, il fut le premier des comédiens italiens à se démasquer, habitude conservée par tous les Mezzetins après lui. Cette nouveauté n’est pas sans importance dans l’intérêt de Watteau pour ce personnage qui apparaît de façon récurrente dans son œuvre. Le caractère de Mezzetin a, d’autre part, été décrit comme « intrigant, et qui est toujours employé dans des fourberies, et dans des déguisements », même si Watteau préfère idéaliser le personnage pour ne retenir que le côté amoureux transi et musicien au grand cœur.

## Thématique
Dans la symbolique picturale de Watteau, le dos tourné de Vénus signifie que les sentiments de Mezzetin envers la dame, qu’elle représente, ne sont pas partagés. La pose qu’il prend n’est pas sans rappeler Le Concert champêtre du Titien, que Watteau a pu voir au Louvre. Le costume que porte Mezzetin s’écarte également de la tradition théâtrale. Alors que le costume traditionnel de Mezzetin est blanc et rouge, comme dans la Surprise ou le Donneur de sérénades, Watteau a ajouté des rayures bleu pâle à sa tunique et à sa culotte de satin. Il n’a pas été possible d’identifier le modèle de Watteau pour ce tableau, que ce soit un acteur de la comédie ou un des amis du peintre, habillé, pour la circonstance, avec des costumes de théâtre qu’il conservait dans son atelier pour les habiller quand ils posaient pour lui. Le fait que ce tableau soit au nombre des huit toiles de Watteau que Jean de Jullienne, l’ami et mécène de Watteau, ait conservées toute sa vie par-devers lui suggère qu’il puisse en avoir été le modèle, celui-ci ayant été réalisé à l’époque où il courtisait sa future épouse, Marie-Louise de Brécey.

## Histoire
Mezzetin a été gravé par Audran le Vieux pour le recueil en deux volumes des Œuvres des estampes gravées d’après les tableaux et dessins de feu Antoine Watteau (271 planches) de Jullienne, qui a consacré une partie de sa fortune à diffuser l’œuvre de son ami prématurément disparu.